# Matikkasaari (ö i Norra Karelen, Pielisen Karjala, lat 63,12, long 30,53)
Matikkasaari är en ö i Finland. Den ligger i sjön Mäntyjärvi och i kommunen Lieksa i den ekonomiska regionen  Pielinen-Karelen  och landskapet Norra Karelen, i den östra delen av landet, 400 km nordost om huvudstaden Helsingfors. Öns area är 0,1 hektar och dess största längd är 80 meter i öst-västlig riktning.